# Georg Haentzschel
Georg Haentzschel (* 23. Dezember 1907 in Berlin; † 13. April 1992 in Köln; gebürtig Georg Friedrich Esaias Häntzschel) war ein deutscher Pianist und Filmkomponist.

## Leben

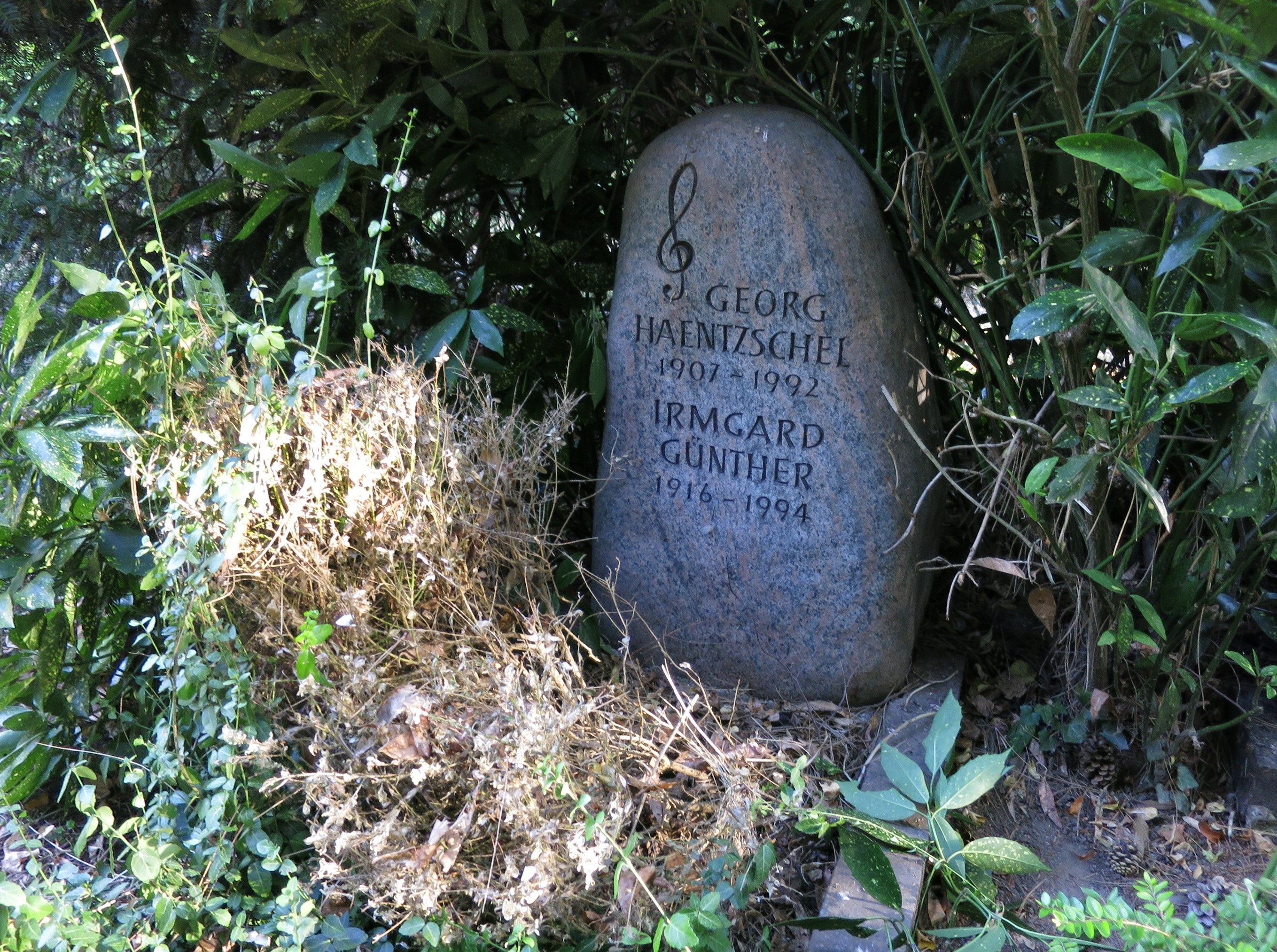
Grab Friedhof Melaten

Haentzschel erhielt seine Ausbildung von 1920 bis 1929 am Stern’schen Konservatorium in Berlin. Seit Mitte der 1920er Jahre spielte er als Pianist in diversen Tanzkapellen. Seit Ende der 1920er Jahre wirkte er in den Bands von Lud Gluskin, Gabriel Formiggini, Marek Weber und Billy Barton mit.
Er leitete ab 1937 das Rundfunkorchester Die Goldene Sieben und arbeitete mit Peter Igelhoff und Freddie Brocksieper. Haentzschel und Fritz Schulz-Reichel galten in den 1930er Jahren als beste deutscher Swing-Pianisten.
Haentzschel kam als Assistent von Theo Mackeben zur Filmmusik, komponierte ab 1937 eigenständig und arbeitete dann mehrere Jahre mit Regisseur Josef von Baky zusammen. 
Als seine bedeutendste Arbeit gilt die Musik zu dem Monumentalfilm Münchhausen. Aus deren Hauptmotiven formte er die große und die kleine Münchhausen-Suite.
Er übernahm 1940 als einer der Leiter und Arrangeure das Deutsche Tanz- und Unterhaltungsorchester, das 1942 erstmals auf Sendung ging. Haentzschel stand 1944 in der Gottbegnadeten-Liste des Reichsministeriums für Volksaufklärung und Propaganda.
Nach dem Zweiten Weltkrieg arbeitete er für das Radio Berlin Tanzorchester und ging dann nach Köln, wo er beim WDR Leiter des Kleinen Unterhaltungsorchesters wurde. Er arbeitete bis 1959 als Filmkomponist 
weiterhin mit Regisseur Josef von Baky zusammen.
Haentzschel komponierte auch Streichquartette und Orchestermusik wie das Mosaik für Big Band, die Mixturaleske für großes Orchester und Big Band und die Miniaturen nach Walt Disneys Märchenfiguren (1958). Er ging Mitte der 1970er Jahre in den Ruhestand und erhielt 1984 das Filmband in Gold für langjähriges und hervorragendes Wirken im deutschen Film.
Haentzschel starb 1992 im Alter von 84 Jahren und wurde in Köln auf dem Melaten-Friedhof (Flur 12 in G, Grab 82) beigesetzt.

## Filmografie
- 1937: Die göttliche Jette
- 1937: Gefährliches Spiel
- 1937: Versprich mir nichts!
- 1937: Streit um den Knaben Jo
- 1939: Menschen vom Varieté
- 1939: Ihr erstes Erlebnis
- 1940: Der Kleinstadtpoet
- 1941: Annelie
- 1942: Der 5. Juni
- 1942: Zwei in einer großen Stadt
- 1943: Münchhausen
- 1943: Wenn der junge Wein blüht
- 1945: Via Mala
- 1949: Der Ruf
- 1953: Bezauberndes Fräulein
- 1954: Bei Dir war es immer so schön
- 1955: Hotel Adlon
- 1955: Meine Kinder und ich
- 1955: Du mein stilles Tal
- 1956: Der erste Frühlingstag
- 1957: Robinson soll nicht sterben
- 1957: Die Frühreifen
- 1958: Stefanie
- 1958: Gestehen Sie, Dr. Corda!
- 1959: Der Mann, der sich verkaufte
- 1959: Die ideale Frau
- 1959: Marili

## Hörspielmusik
- 1946: Max Frisch: Nun singen sie wieder. Versuch eines Requiems – Regie: Theodor Mühlen (Hörspiel – Berliner Rundfunk)
- 1947: Hans Sattler: Der Weg aus dem Dunkel – Regie: Alfred Braun (Berliner Rundfunk)